# Space Foundation
La Space Foundation è una associazione statunitense che riunisce esponenti e imprese del sistema di difesa, industriale e militare americano. Vicina alla NASA, essa organizza annualmente un importante simposio, che vede diversi rappresentanti dei settori della difesa e militari dibattere su argomento quali l’esplorazione dello spazio, la difesa e la sicurezza del mondo.